# Cuprostibit
Cuprostibit ist ein selten vorkommendes Mineral aus der Mineralklasse der „Sulfide und Sulfosalze“ mit der chemischen Zusammensetzung Cu2(Sb,Tl) (idealisiert auch Cu2Sb). Cuprostibit ist damit chemisch gesehen ein Kupfer-Antimonid, bei dem meist ein Teil des Kupfers durch Thallium ersetzt (substituiert) ist.
Cuprostibit kristallisiert im tetragonalen Kristallsystem und findet sich überwiegend in Form feinkörniger Mineral-Aggregate von bis zu 1,5 mm Durchmesser. Bekannt sind aber auch tafelige Kristallbildungen von wenigen Zehntel bis etwa einem Millimeter Durchmesser. Das Mineral ist in jeder Form undurchsichtig (opak) und zeigt auf den Oberflächen der stahlgrauen, im Auflicht auch rosavioletten, Kristalle und Aggregate einen metallischen Glanz. Auf frischen Bruchflächen können die ansonsten grauen Mineralproben einen Stich ins Rotviolette aufweisen. Die Strichfarbe ist aufgrund der zu geringen Probengröße bisher nicht ermittelt worden.

## Etymologie und Geschichte
Das Mineral wurde erstmals in Mineralproben vom 1334 m hohen Nakkaalaaq (auch Nakalak, Nakalaq) entdeckt, der im Alkali-Komplex Ilímaussaq (auch Ilimmaasaq) nahe Narsaq in der Kommune Kujalleq an der Südspitze Grönlands liegt. Die Erstbeschreibung erfolgte 1969 durch Henning Sørensen, E. I. Semenov, M. S. Bezsmertnaya und E. B. Khalezova (russisch Х. Соренсен, Е. И. Семенов, М. С. Безсмертная, Е. Б. Халезова) zunächst im russischen Fachmagazin Zapiski Vserossijskogo Mineralogicheskogo Obshchestva. Eine Kurzbeschreibung folgte ein Jahr später durch Michael Fleischer und Ernest Henry Nickel im englischsprachigen Fachmagazin American Mineralogist.
Sørensen und sein Team benannten das Mineral nach dessen Zusammensetzung aus Kupfer (lat. Cuprum) und Antimon (lat. stibium).
Das Typmaterial des Minerals soll an der Universität Kopenhagen in Dänemark hinterlegt sein, allerdings fehlt eine entsprechende Dokumentation im Typmineral-Katalog der International Mineralogical Association (IMA).

## Klassifikation
In der veralteten 8. Auflage der Mineralsystematik nach Strunz ist der Cuprostibit noch nicht verzeichnet. Einzig im Lapis-Mineralienverzeichnis nach Stefan Weiß, das sich aus Rücksicht auf private Sammler und institutionelle Sammlungen noch nach dieser alten Form der Systematik von Karl Hugo Strunz richtet, erhielt das Mineral die System- und Mineral-Nr. II/A.01-70. In der „Lapis-Systematik“ entspricht dies der Klasse der „Sulfide und Sulfosalze“ und dort der Abteilung „Legierungen und legierungsartige Verbindungen“, wo Cuprostibit zusammen mit Algodonit, Domeykit, Koutekit, Kutinait, Novákit und Trigodomeykit (früher: Domeykit-β) eine eigenständige, aber unbenannte Gruppe bildet (Stand 2018).
Die seit 2001 gültige und von der IMA bis 2009 aktualisierte 9. Auflage der Strunz’schen Mineralsystematik ordnet den Cuprostibit ebenfalls in die Abteilung der „Legierungen und legierungsartigen Verbindungen“ ein. Diese ist allerdings weiter unterteilt nach den in der Verbindung vorherrschenden Metallen, so dass das Mineral entsprechend seiner Zusammensetzung in der Unterabteilung „Verbindungen von Halbmetallen mit Kupfer (Cu), Silber (Ag), Gold (Au)“ zu finden ist, wo es als einziges Mitglied die unbenannte Gruppe 2.AA.20 bildet.
Auch die vorwiegend im englischen Sprachraum gebräuchliche Systematik der Minerale nach Dana ordnet den Cuprostibit in die Klasse der „Sulfide und Sulfosalze“ und dort in die Abteilung der „Sulfidminerale“ ein. Hier ist er als einziges Mitglied in der unbenannten Gruppe 02.04.11 innerhalb der Unterabteilung „Sulfide – einschließlich Seleniden und Telluriden – mit der Zusammensetzung AmBnXp, mit (m+n) : p = 2 : 1“ zu finden.

## Kristallstruktur
Cuprostibit kristallisiert tetragonal in der Raumgruppe P4/nmm (Raumgruppen-Nr. 129) mit den Gitterparametern a = 3,99 Å und c = 6,09 Å sowie zwei Formeleinheiten pro Elementarzelle.

## Bildung und Fundorte

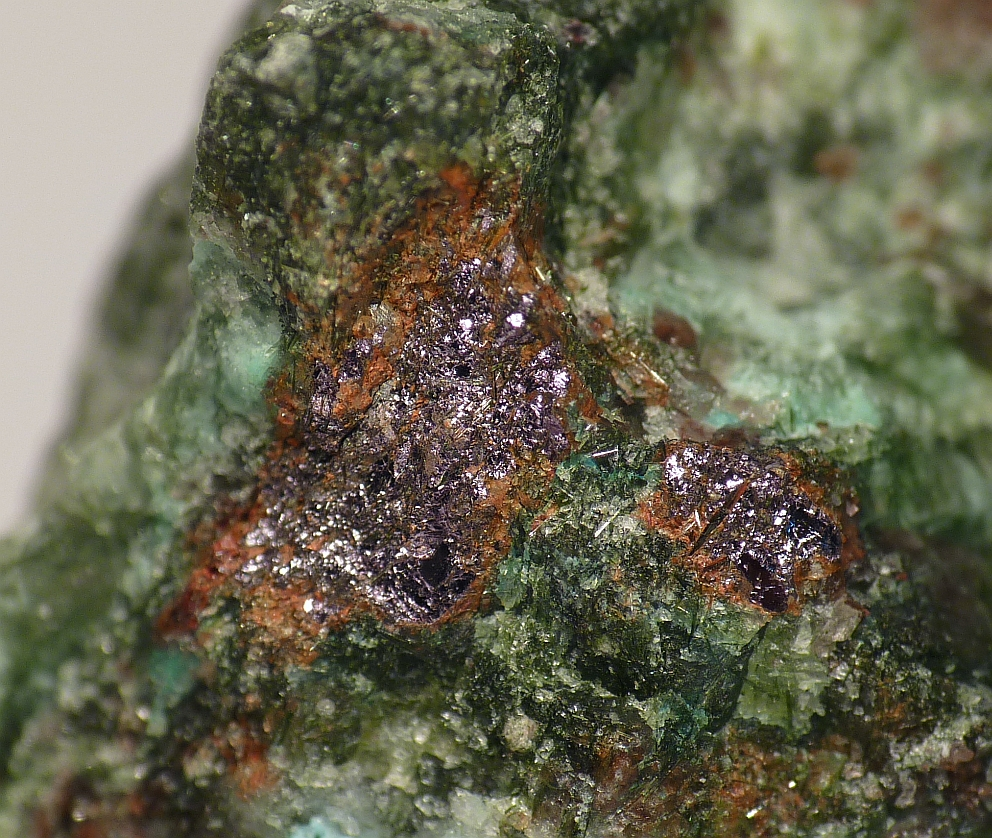
Cuprostibit-Aggregat aus der Typlokalität Nakkaalaaq, Schweden (Sichtfeld 1,8 cm)

An seiner Typlokalität Nakkaalaaq im Ilímaussaq-Komplex auf Grönland bildete sich Cuprostibit in Ussingit-Adern, die den anstehenden Sodalith-Syenit durchzogen. Als Begleitminerale fanden sich hier Chalkopyrit, Chalkothallit, Löllingit und antimonhaltiges Silber. Je nach Fundort können weitere Paragenesen wie unter anderem gediegen Antimon und Bismut, Breithauptit, Chalkosin, Dyskrasit (Antimonsilber), Galenit, Gudmundit und Sphalerit auftreten.
Als seltene Mineralbildung konnte Cuprostibit nur an wenigen Orten nachgewiesen werden, wobei weltweit bisher weniger als 20 Fundorte dokumentiert sind (Stand 2020). Außer am Nakkaalaaq trat das Mineral noch am nahe gelegenen Kuannersuit-Plateau (auch Kvanefjeld) und am Taseq auf.
Innerhalb von Europa fand sich Cuprostibit bisher bei Herrsättra nahe Långsjön in der Provinz Södermanlands län und bei Långban in der Provinz Värmlands län in Schweden, auf den Schlackenhalden der Bleihütte Castleside bei Healeyfield in der englischen Grafschaft Durham, auf den Schlackenhalden La Fonderie in der Gemeinde Poullaouen (Bretagne) und Fonderie de Vialas in der Gemeinde Vialas (Okzitanien) in Frankreich und im „Uranschacht 16“ bei Háje u Příbramě in Tschechien.
Weitere bisher bekannte Fundorte liegen im Gebiet Aqmola (auch Akmola) von Kasachstan, im Soimon-Tal bei Karabasch (Oblast Tscheljabinsk, Ural) sowie in der Republik Sacha (Jakutien) und auf Kamtschatka in Russland sowie in Franklin im US-Bundesstaat New Jersey.